# КрАЗ К12.2
КрАЗ К12.2 (англ. KrAZ K12.2) — вантажний автомобіль АвтоКрАЗ зі компонувальною схемою «кабіна над двигуном» і колісною формулою 4х2 призначений для монтажу спеціальних надбудов для обслуговування об'єктів комунального господарства. Автомобіль побудований на шасі КрАЗ H12.2.
КрАЗ К12.2 обладнаний новим шести циліндровим двигуном ЯМЗ-536 (Євро-4) об'ємом 6,65 л, потужністю 312 к.с. і обертовим моментом 1230 Нм, обладнаним системою рециркуляції вихлопних газів і глушником відпрацьованих газів, із вбудованим каталітичним нейтралізатором, одним дисковим зчепленням MFZ-430 і коробкою передач 9-ст. 9JS150ТА. Конструкція двигуна дозволяє без істотних витрат досягти показників Євро-5.

## Модифікації
- КрАЗ К12.2 — вакуумна підмітально-прибиральна машина з кабіною виробництва АвтоКрАЗ;
- КрАЗ К12.2 — снігозбиральна, поливальна машина з кабіною виробництва АвтоКрАЗ;
- КрАЗ К12.2 — сміттєвоз з кабіною виробництва АвтоКрАЗ;
- КрАЗ-5401К2 — вакуумна підмітально-прибиральна машина з кабіною від вантажівки Renault Kerax і двигуном Mercedes-Benz M906LAG 6,8 л потужністю 279 к.с., що працює на метані.[1]